# Соколино (Болгарія)
Соко́лино (болг. Соколино) — село в Кирджалійській області Болгарії. Входить до складу общини Момчилград.

## Населення
За даними перепису населення 2011 року у селі проживали 455 осіб, з них 124 особи (98,4%) — турки.
Розподіл населення за віком у 2011 році:
Динаміка населення: